# Fanny Kaplan

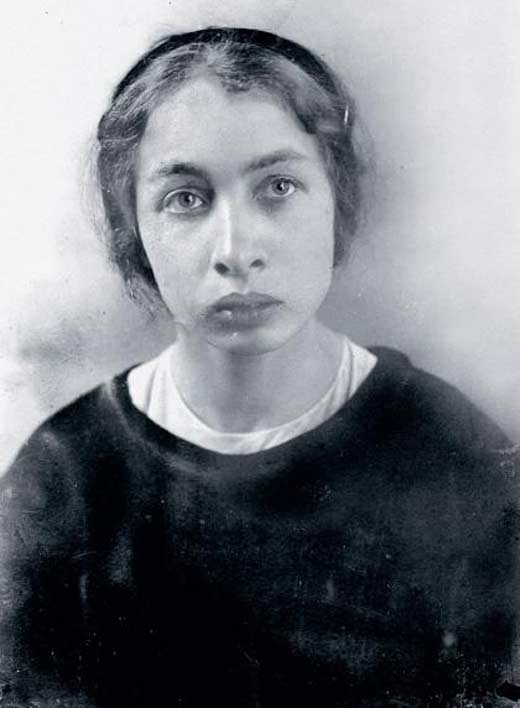
Fanny Kaplan, vor 1918

Fanny Kaplan (russisch Фанни Ефимовна Каплан Fanni Jefimowna Kaplan, auch Fanja Kaplan, ursprünglich Фейга Хаимовна Ройтблат Feiga Chaimowna Rojtblat; * 29. Januarjul. / 10. Februar 1890greg. im Gouvernement Wolhynien, Russisches Kaiserreich, heute Ukraine; † 3. September 1918 in Moskau) war eine russische Anarchistin und Sozialrevolutionärin. Bekannt ist sie vor allem im Zusammenhang eines Attentats auf Lenin 1918, das sie begangen haben soll.

## Leben
Kaplan war eines von acht Kindern von Chaim Rojtblat, dem Lehrer einer jüdischen Grundschule. Von ihrem Vater, der selbst loyal zur Obrigkeit stand, wurde sie zu Hause unterrichtet. Während der Russischen Revolution im Jahr 1905 wurde sie im Alter von 15 Jahren Anarchistin und bewegte sich unter dem Decknamen „Dora“ in revolutionären Zirkeln. 1906 beteiligte sie sich am Attentat auf einen Regierungsbeamten und ein Kiewer Gericht verurteilte sie zum Tode. Das Urteil wurde später in lebenslänglich umgewandelt. Durch die Bombenexplosion hatte Kaplan schwere Sehschäden erlitten.
Nach einem Gefängnisaufenthalt wurde sie nach Akatui in der transbaikalischen Bergregion Nertschinsk deportiert, wo schwere Zwangsarbeit ihre Gesundheit ruinierte. Unter dem Einfluss Maria Spiridonowas wandte sie sich vom Anarchismus ab und wurde Sozialrevolutionärin. Ihre Familie wanderte 1911 in die USA aus, sie selbst wurde während der Februarrevolution entlassen und reiste im April 1917 nach Moskau. Parteigenossen entschieden, sie zur Erholung in ein Sanatorium auf die Krim zu bringen. Während der Oktoberrevolution befand sie sich zu einer Augenoperation in Charkow, um dann erneut auf die Krim zu gehen, diesmal nach Simferopol.

## Attentat auf Lenin

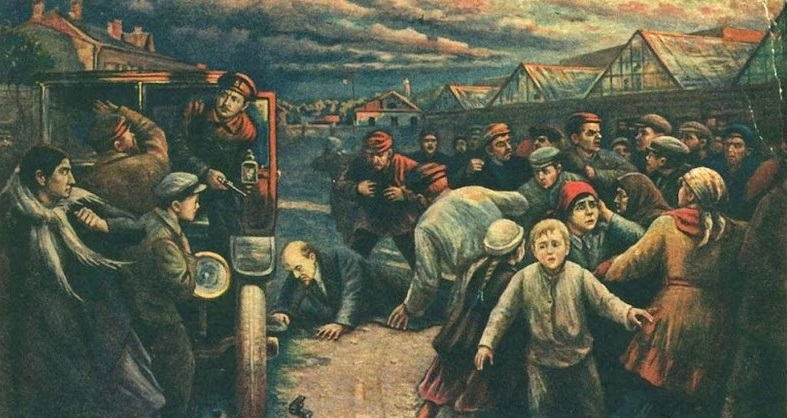
Wladimir Ptscholins Darstellung des Attentats mit der Attentäterin links vor dem Wagen

Am 30. August 1918 wurde Lenin beim Verlassen einer Moskauer Fabrik, in der er eine Rede gehalten hatte, von zwei Kugeln in die Schulter und den Hals getroffen. Kaplan wurde als Attentäterin festgenommen. Im Verhör durch den Tschekisten J. W. Jurowski und Staatsoberhaupt Swerdlow gab sie die folgende Erklärung ab:

„Ich heiße Fanja Kaplan. Heute habe ich auf Lenin geschossen. Ich tat das nach eigener Entscheidung. Ich werde nicht sagen, von wem ich den Revolver bekommen habe. Ich werde keine Details nennen. Ich hatte schon lange beschlossen, Lenin zu töten. Ich halte ihn für einen Verräter der Revolution. Ich war wegen meiner Teilnahme an einem Attentat gegen einen zaristischen Beamten in Kiew nach Akatui verbannt und habe elf Jahre in der Zwangsarbeit verbracht. Nach der Revolution wurde ich freigelassen. Ich war Anhängerin der verfassungsgebenden Versammlung und bin es heute noch.“

Sie erklärte auch, dass sie extrem negativ zur Oktoberrevolution eingestellt sei und die Entscheidung zum Attentat im Februar 1918, nach der gewaltsamen Auflösung der Konstituante durch die Bolschewiken, in Simferopol getroffen habe. Lenin sei ein Verräter der Revolution, der die sozialistische Idee der letzten zehn Jahre durch persönliche Entscheidungen und ohne irgendeine Partei ausgelöscht habe.
Nachdem deutlich geworden war, dass Kaplan keine weiteren Angaben machen würde, wurde sie von der Tscheka ohne formelles Gerichtsverfahren im Alexandergarten beim Moskauer Kreml erschossen. Ihre sterblichen Überreste wurden nicht begraben, sondern von der Tscheka vernichtet.
Es gibt Zweifel, ob sie tatsächlich das Attentat durchführte oder nur als Sündenbock herhalten musste oder einen anderen Täter deckte. Der Initiator der schnellen Erschießung war Jakow Swerdlow.

## Film
- Lenin 1918 (UdSSR 1939, Regie: Michail Iljitsch Romm). Im Film wird die Attentäterin Kaplan von Natalja Efron (1896–1973) dargestellt.
- Meine Großmutter Fani Kaplan (Moya babusya Fani Kaplan), Ukraine 2016, Regie: Olena Demjanenko.[7]
- Bürgerkrieg in Rußland (TV-BRD 1967/68, 5 Teile, Regie: Wolfgang Schleif). Im Film wird Kaplan von Peggy Parnass dargestellt.